# The Great Depression
The Great Depression es el cuarto álbum del rapero DMX, lanzado en 2001.

## Lista de canciones
1. "Sometimes" 1:06
2. "School Street" 3:01
3. "Who We Be" 4:47
4. "Trina Moe" 4:02
5. "We Right Here" 4:27
6. "Bloodline Anthem" 4:25
7. "Shorty Was Da your mom" 5:12
8. "Damien III" 3:21
9. "When I'm Nothing" (con Stephanie Mills) 4:33
10. "I Miss You" (con Faith Evans) 4:40
11. "Number 11" 4:25
12. "Pull Up" (skit) :20
13. "I'ma Bang" 5:03
14. "Pull Out" (skit) :24
15. "You Could Be Blind" (con Mashonda) 4:334
16. "The Prayer IV" 1:42
17. "A Minute For Your Son" 16:55

## Posicionamiento
| Listas (2001)                     | Posición |
| --------------------------------- | -------- |
| Australian Albums Chart           | 99       |
| Canadian Albums Chart             | 1        |
| Chinese Albums Chart              | 60       |
| Dutch Albums Chart                | 25       |
| French Albums Chart               | 69       |
| German Albums Chart               | 10       |
| New Zealand Albums Chart          | 38       |
| Swiss Albums Chart                | 60       |
| UK Albums Chart                   | 20       |
| U.S. Billboard 200                | 1        |
| U.S. Billboard R&B/Hip-Hop Albums | 1        |